# Dezentralisierungsraum
In einem Dezentralisierungsraum waren bei der Nationalen Volksarmee kleinere Einheiten räumlich getrennt und so mit technischen Mitteln ausgestattet, dass sie eine bestimmte Zeit unabhängig voneinander agieren konnten. Ziel der Trennung war eine erschwerte Aufklärung durch gegnerische Kräfte sowie die Minimierung der Folgen etwaiger feindlicher Angriffe. 
Besonders auf Militärflugplätzen hatte sich diese Bauweise durchgesetzt, wobei die einzelnen Dezentralisierungsräume mit allen Diensten ausgestattet wurden. Jeder Raum hatte somit ein eigenes Tank-, Munitions- und Versorgungslager. So konnten alle Startvorbereitungen geschützt in Flugzeugschutzbauten durchgeführt werden. Oft waren die Dezentralisierungsräume mit verlängerten Rollwegen ausgestattet, auf denen Notstarts durchgeführt werden konnten. Im normalen Flugbetrieb wurden zur Startvorbereitung die technischen Anlagen an der Vorstartlinie und die Start- und Landebahn benutzt.